# يونغ جي، شانشى
يونغ جي، شانشى (بالصينية: 永济市 )‏ هي مدينة على مستوى مقاطعة، في جمهورية الصين الشعبية، تتبع يونتشنغ، بلغ عدد سكانها 444,724 نسمة، تبلغ مساحتها 1,221.06 كيلومتر مربع، رمزها البريدي هو 044500.

## التقسيمات الإدارية
- Chengbei Subdistrict, Yongji, Shanxi [الإنجليزية]‏
- Puzhou Town  [لغات أخرى]‏
- Hanyang  [لغات أخرى]‏.

## أعلام
- وانج وي